# Justiniano (general)
Justiniano fue un aristócrata y militar bizantino, miembro de la dinastía justiniana. Tuvo una distinguida carrera militar en los Balcanes y en el este contra el Imperio sasánida. En sus últimos años conspiró sin éxito contra el posteriormente emperador Tiberio II.

## Primeros años
Justiniano nació en Constantinopla poco después del año 525. Recibió su primer mando militar en el año 550 cuando, con su hermano Justino, iba a acompañar a su padre Germano en una expedición contra los ostrogodos. Sin embargo, Germano murió repentinamente en otoño de ese año antes de que el ejército partiera de los Balcanes donde se estaba reuniendo. Tras esto, Justiniano y Juan, su cuñado, recibieron la orden de conducir el ejército a Salona  en previsión del paso a Italia por mar o por tierra a través del Véneto. Juan permaneció al frente del ejército hasta que el eunuco Narses, que había sido designado nuevo comandante en jefe de la expedición a principios del año 551, llegó a Salona para tomar el mando. A principios del año 552, Justiniano estuvo al frente de una expedición con los eslavos que asaltaban el Ilírico y, poco después, se le envió para ayudar a los lombardos contra los gépidos. Su hermano Justino también tomaba parte de esta expedición. Sin embargo, se vieron obligados a reprimir una revuelta en la ciudad de Ulpiana y nunca llegaron a ayudar a los lombardos.

## Servicio en el este
En el año 572 obtuvo el título de patricio y fue nombrado magister militum per Armeniam, comandante en jefe de las fuerzas bizantinas en el sector noreste de la frontera del imperio con la Persia sasánida. Con este cargo, apoyó la rebelión iberia y armenia contra los sasánidas que condujo a un conflicto de veinte años entre bizantinos y persas. Ayudó a las fuerzas armenias que defendían Dvin del asalto persa y, cuando la fortaleza cayó finalmente, colaboró en su recuperación. Sin embargo, pronto fue reclamado en Constantinopla debido a sus fricciones con los armenios.
A finales del año 574 o principios del siguiente, fue nombrado magister militum per Orientem y comandante en jefe de las fuerzas bizantinas en el este. Con este cargo, comenzó a entrenar a las numerosas tropas de refresco enviadas por el imperio y consiguió la reconciliación con el gobernante gasánida Al-Mundhir III ibn al-Harith, restaurando así la tradicional alianza bizantina con este pueblo. Poco después concluyó una tregua de tres años en el frente mesopotámico, pero no tuvo aplicación en Armenia.
En el verano del año 575 o 576, Justiniano no pudo detener el avance del ejército persa de Cosroes I a través de la Persarmenia. Cuando el rey persa entró en la Capadocia bizantina y avanzó hacia Cesarea, Justiniano reunió un ejército mayor y bloqueó los pasos montañosos que conducían a la ciudad. Cosroes se retiró, saqueando Sebaste en el proceso. Justiniano persiguió a Cosroes y lo llegó a atrapar en dos ocasiones con movimientos de pinza: la primera, el rey y su ejército lograron escapar abandonando el campamento y sus pertenencias a los bizantinos; la segunda, los bizantinos fueron derrotados durante un ataque nocturno cerca de Melitene debido a la disensión entre sus comandantes. Después, los persas asaltaron Melitene y la incendiaron. Cuando el ejército persa se preparaba para cruza el Éufrates, las fuerzas de Justiniano lo alcanzaron. Al día siguiente, los dos ejércitos se dispusieron en formación de batalla cerca de Melitene, pero no trabaron combate. Por la noche, los persas trataron de cruzar el río en secreto, pero fueron detectados por los bizantinos y atacados durante el cruce. Las fuerzas persas sufrieron grandes bajas, mientras que los bizantinos capturaron un gran botín que incluía veinticuatro elefantes de guerra que fueron enviados a Constantinopla. En el invierno siguiente, Justiniano avanzó más profundamente en territorio persa, a través de la Atropatene, e instaló sus cuarteles de invierno en la costa sur del mar Caspio. Sin embargo, no pudo recuperar el control sobre la Persarmenia.

## Familia
Justiniano fue el segundogénito de Germano, primo del emperador Justiniano I, y hermano de Justino y Justina, esposa del general Juan.